# Prost AP05
Prost AP05 – samochód Formuły 1 zbudowany przez Prost Grand Prix, który miał być używany w sezonie 2002. Nigdy nie wziął udziału w wyścigu.

## Historia
Prost AP05 został zbudowany w skali 50% oraz był testowany w tunelu aerodynamicznym. 9 grudnia 2001 roku Alain Prost ogłosił, że bolid może nie być gotowy na pierwszy wyścig, a plan zakłada rozpoczęcie sezonu z bolidem Prost AP04 oraz wprowadzenie AP05 na początku europejskiej części sezonu. Prost ogłosił, że nowy bolid będzie dużym krokiem w przód, jednak może nie być tak bez awaryjny jak poprzednia konstrukcja. Wkrótce zespół stracił finanse i wycofał się z Formuły 1.